# Genio per amore
Genio per amore (I.Q.) è un film del 1994 diretto da Fred Schepisi con Tim Robbins, Meg Ryan e Walter Matthau nella parte di Albert Einstein.

## Trama
A metà degli anni '50, Einstein studia, ricerca e insegna nell'università di Princeton. Catherine è la sua intelligentissima nipote che è fidanzata con uno psicologo del quale lo zio non ha molta stima dal punto di vista dei sentimenti. Convinto che sua nipote debba trovare di meglio, individua il principe azzurro in Ed, un meccanico della vicina officina. Per far sì che Catherine si accorga di lui, Einstein e il suo gruppo di amici scienziati fanno in modo che Ed presenti uno studio sulla fisica e una nuova invenzione in facoltà. A poco a poco Catherine si innamora.

## Riferimenti alla realtà
Il film mette in scena una realtà romanzata che ha diverse differenze con i personaggi realmente esistiti: Einstein non aveva una nipote di nome Catherine Boyd. Kurt Gödel era completamente diverso dall'immagine gioviale mostrata nel film (era in verità assai timido e introverso): Einstein e i suoi amici, nella pellicola, sembrano avere la medesima età quando invece avevano dai 17 ai 30 anni di differenza l'uno con l'altro. Il filantropo Louis Bamberger, all'epoca dell'ambientazione del film (metà anni '50) era già deceduto, nel 1944.